# Faictz ce que vouldras
Pour plus de détails, voir Fiche technique et Distribution.
Faictz ce que vouldras est un téléfilm documentaire français réalisé par Marco Ferreri et diffusé en 1995.

## Synopsis
Film d'hommage produit par La Sept/Arte pour célébrer le 500e anniversaire de la naissance de Rabelais (1494-1553).

## Fiche technique
- Titre original français : Faictz ce que vouldras[2]
- Réalisation : Marco Ferreri
- Scénario : Marco Ferreri d'après François Rabelais
- Photographie : Jacques Pamart
- Montage : Emmanuelle Dehais, Dominique B. Martin
- Direction artistique : Gilles Chanez
- Production : Georges Groult, Claude Guisard, Aline Sasson
- Société de production : La Sept / Arte
- Pays de production :  France
- Langue originale : français
- Format : Couleurs - Son mono - 35 mm
- Durée : 52 minutes
- Genre : Film documentaire expérimental
- Dates de sortie :
  - France : 1995